# 斯维什尔 (艾奥瓦州)
斯維什爾（英語：Swisher）是一個位於美國愛荷華州約翰遜縣的城市。

## 地理
斯維什爾的座標為41°50′42″N 91°41′42″W / 41.84500°N 91.69500°W，而該地的平均海拔高度為241米（即791英尺）。

## 人口
根據2010年美國人口普查的數據，斯維什爾的面積為2.12平方千米，當中陸地面積為2.12平方千米，而水域面積為0.00平方千米。當地共有人口879人，而人口密度為每平方千米414人。